# 노수석
노수석(1976년 11월 23일 ~ 1996년 3월 29일, 전남 광주 출생)은 대한민국의 학생 민주화운동가이다.
1976년 전라남도 광주에서 태어나 1995년에 연세대학교 법학과에 입학하였다. 풍물패 '천둥'에서 활동하였다. '김영삼 대선자금 공개 및 국가 교육 재정 5% 확보'요구 집회에서 정권의 강경진압으로 사망하였다. 1999년에 명예졸업장을 받았으며 2003년에 국가 민주화운동 유공자로 인정받았다.

## 참고
- 추모사업회[깨진 링크(과거 내용 찾기)]
- 추모사업회 공식 블로그
- 추모사업회 공식 페이스북 페이지[깨진 링크(과거 내용 찾기)]
- 참여연대의 관련 성명
- 너는 먼저 강이 되었으니 : 추모 다큐멘터리
- 사이버 분향소[깨진 링크(과거 내용 찾기)]